# Roberto Marcelo Levingston

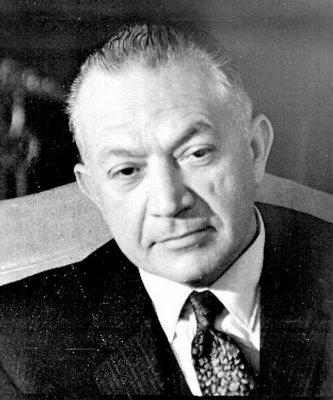
Roberto Marcelo Levingston in Zivil (1970)

Roberto Marcelo Levingston Laborda (* 19. Januar 1920 in San Luis, Argentinien; † 17. Juni 2015 in Buenos Aires) war ein argentinischer Militär und vom 18. Juni 1970 bis zum 22. März 1971 de facto Staatspräsident der Republik Argentinien.
Nachdem es durch Volksaufstände 1969 zu einer Schwächung der Militärjunta gekommen war, wurde als Folge dessen im Juni 1970 Staatspräsident Juan Carlos Onganía von Alejandro Agustín Lanusse, der zu diesem Zeitpunkt Oberhaupt der Streitkräfte war, abgesetzt. Lanusse ernannte General Levingston zum neuen Staatspräsidenten.
Nach erneuten Aufständen wurde Levingston Ende März 1971 nach nur einem halben Jahr selbst von Alejandro Agustín Lanusse abgelöst.